# FTPFS
FTPFS是指支持通过标准文件系统的应用程序接口（API）访问文件传输协议（FTP）服务器的文件系统。
在Linux系统中，FTPFS最初实现为一个Linux内核模块，允许用户挂载一个FTP服务器到本地文件系统，但它从不被认为是完美的方式。在2003年，它已转换为使用LUFS，以及之后变为FUSE。现在它被称为CurlFtpFS，因为它使用为FTP传输通用的libcurl，并正成为主要Linux发行版的一部分。也有用于FTP站点智能镜像的LftpFS。
在Mac OS X中包含一个只读的FTP文件系统，它可以通过用户图形界面（⌘ Command+K）或命令行（mount_ftp）使用。只读限制在mount_ftp的手册页面中指出（在OS X系统上，Terminal.app中，查阅“man mount_ftp”）。不过，免费应用程序Macfusion包括一个FTPFS的可用实现。此外，有报告称OS X Fuse已经启用，但此方法未被列入文档（截至2013年3月4日），无论是各个明显的手册页面（例如sshfs）或是OS X Fuse wiki。
对于Windows XP、Windows 7和其他Windows操作系统，此功能通过“网络位置”壳层设备部分提供。网络位置可以指向一个FTP服务器或一个WebDAV服务器，并可在Windows文件资源管理器中犹如另一个网络文件系统一样访问。这并不为最底层的Win32文件系统API提供透明访问。类似的功能可通过第三方程序提供，例如WebDrive或FTPDrive。